# ULD oprema
ULD oprema (eng. Unit Load Device), su palete ili kontejneri standardnih veličina i oznaka koji se koriste za utovar prtljage, tereta i pošte na širokotrupne zrakoplove. Oni omogućavaju utovar veće količine tereta složenog u jednom prostoru. S time se smanjuje broj jedinica koji se želi utovariti u zrakoplov, što štedi vrijeme i zemaljsku posadu koja radi na utovaru/istovaru. Svaki ULD ima svoju listu (ili manifest) tako da se njegov sadržaj može pratiti kao cjelina.
ULD dolazi u dva oblika: palete i kontejneri. ULD paleta je ploča od aluminija s ojačanim rubovima dizajniranim za zabravljivanje na teretnoj liniji u zrakoplovu. U rubovima se nalaze i otvori za kopče pomoću kojih se učvršćuje mreža za osiguravanje tereta. ULD kontejneri su u potpunosti zatvoreni prostori od aluminijskih stranica ili stranica od umjetnih vlakana na ojačanoj limenoj ploči. 

## Kompatibilnost sa zrakoplovima
LD3, LD6, i LD11 utovaruje se u 787, 777, 747, MD-11, L-1011, i sve širokotrupne Airbus avione. 767 koristi manje LD2 i LD8 zbog užeg trupa. Manje zajedničkog s ostalim kontejnerima ima LD1 koji je dizajniran posebno za 747, iako se i kod ovog zrakoplova više koriste standardni, sveprisutni LD3 kontejneri. LD7 palete će stati u 787, 777, 747, kasnije modele 767 (s velikim vrata)  i širokotrupne Airbus avione.
Zamjena određenih ULDa između LD3/6/11 zrakoplova i LD2/8 zrakoplova je moguća i koristi se kada se teret treba prebaciti radi brzog povezivanja linija. Oba LD2 i LD8 mogu biti utovareni u LD3/6/11 zrakoplove. Posljedica je jedino gubitak na volumenu jer cargo prostor nije u potpunosti ispunjen. Samo LD3 od LD3/6/11 modela ULDa mogu biti utovareni u 767, te će zauzimati cijeli red. Pravila ovakvih transfera ovise isključivo o dozvoli određene zrakoplovne kompanije. 

## ULD kapacitet zrakoplova
Zrakoplov se može utovariti samo s kontejnerima, samo s paletama ili njihovom kombinacijom, ovisno o mogućnosti razmještaja u cargo prostorima. Ispod je tablica koja pokazuje maksimalan kapacitet po određenom zrakoplovu za potpuno kontejnersku i potpuno paletu konfiguraciju. Kapaciteta kontejnera mjeri se u pozicijama u cargo odjeljku. Svaki LD1, LD2, i LD3 zauzima jednu poziciju, što je u stvarnosti pola širine reda (uobičajeno jedan red je predviđen za dva spomenuta kontejnera). Stoga LD6, LD8 i LD11 zauzimaju dvije pozicije. LD6 ili LD11 mogu zamijeniti dva LD3 dok LD8 zamjenjuje dva LD2 kontejnera.
Paletni kapaciteta jednog zrakoplova se mjeri po tome koliko se paleta LD7 PMC-tipa (244×318 cm) mogu utovariti u zrakoplov. Ove paleta koristite oko tri LD3 pozicija (u stvarnosti zauzimaju dva i pol LD3 reda) ili četiri LD2 pozicija. PMC palete mogu biti utovarene samo u odjeljke s velikim cargo vratima.
| Avion                | Maksimalni kapacitet kontejnera                                     | Maksimalni kapacitet paleta                                    | Napomena                                                                         |
| -------------------- | ------------------------------------------------------------------- | -------------------------------------------------------------- | -------------------------------------------------------------------------------- |
| A380-800F            | 59–71 LD3                                                           | 66 paleta                                                      | cargo avion, uključene su sve palube                                             |
| A380-800             | 38 LD3                                                              | 13 paleta                                                      |                                                                                  |
| B747-400F/ERF        | 32 LD1 (donja paluba) + 30 paleta (glavna paluba)                   | 32 LD1 (donja paluba) + 30 paleta (glavna paluba)              | cargo avion, uključene su sve palube                                             |
| B747-400ER           | 28 LD1                                                              | 4 palete + 14 LD1                                              |                                                                                  |
| B747-400/300/200/100 | 30 LD1                                                              | 5 paleta + 14 LD1                                              |                                                                                  |
| B777F                | 30 LD3 + 27 paleta                                                  | 37 paleta                                                      | cargo avion, uključene su sve palube                                             |
| B777-300/300ER       | 44 LD3                                                              | 14 paleta                                                      |                                                                                  |
| B777-200/200LR/ER    | 32 LD3                                                              | 10 paleta                                                      |                                                                                  |
| A340-600             | 42 LD3                                                              | 14 paleta                                                      |                                                                                  |
| A340-500             | 30 LD3                                                              | 10 paleta                                                      |                                                                                  |
| A340-300             | 32 LD3                                                              | 11 paleta                                                      |                                                                                  |
| A340-200             | 18 LD3                                                              | 6 paleta                                                       |                                                                                  |
| MD-11F               | 28–32 LD3                                                           | 26 paleta                                                      |                                                                                  |
| L-1011-500           | 19 LD3                                                              | 4 paleta *                                                     | *ako su ugrađena prednja široka cargo vrata                                      |
| L-1011               | 16 LD3                                                              | -                                                              | sve serije osim 500 (250/200/150/100/50/1 serije)                                |
| B787-9               | 36 LD3                                                              | 11 paleta                                                      |                                                                                  |
| B787-8/-3            | 28 LD3                                                              | 9 paleta                                                       |                                                                                  |
| A330-300             | 32 LD3                                                              | 11 paleta                                                      |                                                                                  |
| A330-200F            | 9 AMA kontejnera + 4 paleta (glavna paluba) + 26 LD3 (donja paluba) | 22 palete (glavna paluba) + 8 pallets + 2 LD3 (donja paluba)   | cargo avion, uključene su sve palube                                             |
| A330-200             | 23 palete ili 26 LD3                                                | 8 paleta + 2 LD3                                               |                                                                                  |
| A300-600F            | 41 LD3                                                              | 25 paleta                                                      | cargo avion, uključene su sve palube                                             |
| B767-400ER           | 38 LD2                                                              | 5 paleta + 18 LD2                                              |                                                                                  |
| B767-300F            | 24 palete* (glavna paluba) + 30 LD2s (donja paluba)                 | 24 palete* (glavna paluba) + 30 LD2s (donja paluba)            | *samo 224 × 318 cm palete; cargo zrakoplov                                       |
| B767-300ER           | 30 LD2                                                              | 4 palete + 14 LD2                                              |                                                                                  |
| B767-300             | 30 LD2                                                              | 4 palete + 14 LD2                                              |                                                                                  |
| B767-200             | 22 LD2                                                              | 3 palete + 10 LD2                                              |                                                                                  |
| A300-600             | 22 LD3                                                              | 4 palete + 10 LD3                                              |                                                                                  |
| A300B2/B4            | 20 LD3                                                              | ?                                                              |                                                                                  |
| A310                 | 14 LD3                                                              | 3 palete                                                       |                                                                                  |
| A321PF               | 13 paleta* (glavna paluba) + 10 LD-3-45W (donja paluba)             | 13 AAZ (glavna paluba) + 10 LD-3 visine 116,8 cm(donja paluba) | * samo 224 × 318 cm palete; cargo zrakoplov s ugrađenim velikim prednjim vratima |
| A320PF               | 10 paleta* (glavna paluba) + 7 LD-3-45W (donja paluba)              | 10 AAZ (glavna paluba) + 7 LD-3 visine 116,8 (donja paluba)    | * samo 224 × 318 cm palete; cargo zrakoplov s ugrađenim velikim prednjim vratima |
| B727-100F            | -                                                                   | 9 paleta*                                                      | * samo 224 × 318 cm palete; 727 nije širokotrupni zrakoplov                      |
| B727-200F            | -                                                                   | 12 paleta*                                                     | * samo 224 × 318 cm palete; Boeing 727 nije širokotrupni zrakoplov               |
| B727-200C (combi)    | -                                                                   | 11 paleta*                                                     | * samo 224 × 318 cm palete; Boeing 727 nije širokotrupni zrakoplov               |

## Identifikacijske oznake
Svu ULD opremu utvrđuje njihov ULD broj. Troslovni prefiks označava tip, nakon kojeg slijedi 4 ili 5-eroznamenkasti serijski broj (4 ako prije 1. listopada 1993. ili 5, ako je poslije tog datuma). Oznaka završava s dvije znamenke (najčešće IATA kod) koje označavaju vlasnika ULD opreme. Na primjer, AKN 12345 LH znači da se kontejner može prenositi viličarom, jedinstveni broj je 12345 i njegov vlasnik je Lufthansa.

### Korišteni prefiksi
- AKN: LD3 kontejner s otvorima za viličar,
- AKE: LD3 kontejner bez otvora,
- QKE: LD3 kontejner isti kao AKE osim što nema dijelova od sintetičkih vlakana, otporan je na udarce i nepromočiv je,
- RKN: LD3 kontejner s ugrađenim sustavom hlađenja, istog oblika ka o i AKE,
- DPN: LD2 kontejner s otvorima za viličar,
- DPE: LD2 kontejner bez otvora,
- AKC: LD1 kontejner bez otvora za viličar,
- ALF: LD6 kontejner bez otvora za viličar,
- DQF: LD8 kontejner s otvorima za viličar,
- DQP: LD4 (kao i LD8 ali bez kontura),
- FQA: LD8 paleta (s istim dimenzijama baze kao i DQF),
- ALP: LD11 kontejner bez otvora za viličar,
- AKH, AKW: LD3-45 dizajnirani prvenstveno za A320/321, iste baze kao i AKE, s proširenjima na obje strane i visine 114 cm,
- AMU: oblikom isti kao i ALF, ali s dubljim i većim proširenjima, namijenjen za utuvar u donje cargo odjeljke,
- PKC: LD3-45W paleta (156,2 x 153,4 cm) za Airbus 320/321
- FLA: LD11 paleta,
- PLA: LD11 paleta,
- PAG, P1P: LD7, velika paleta (224 × 318 cm),
- PMC: LD7, velika paleta (244 × 318 cm),
- PGE: velika paleta, 244 x 605,8 cm. cargo paleta samo za glavnu palubu teretnih zrakoplova.

Prvi znak prefiksa identificira ULD kategoriju (certifikat, ULD tip, termalnu jedinicu);
 
drugi znak označava standardne dimenzije baze;

treći identificira konturu (da li je neki dio izbačen u odnosu na bazu), otvore za prijenos viličarom i razne druge informacije.

### Za lakše razumijevanje
- LD3 i LD2 zauzimaju pola širine jednog reda cargo odjeljka za koji su dizajnirani te se zato najčešće utovaruju usporedno u paru. LD6 i LD8 zauzimaju isti prostor kao i dva LD3/LD2 kontejnera i utovaruju se pojedinačno.
- LD2 i LD8 su kontejneri specijalno dizajnirani za jedan tip aviona, 767. To je zato što 767 ima uži trup od drugih širokotrupnih zrakoplova.
- LD1 su kontejneri specijalno dizajniranih za 747. Umjesto njih se ipak češće koristeLD3 jer su rasprostranjeniji po zračnim lukama.
- LD7 dolaze u dvije različite dimenzije baze.